# Jasão

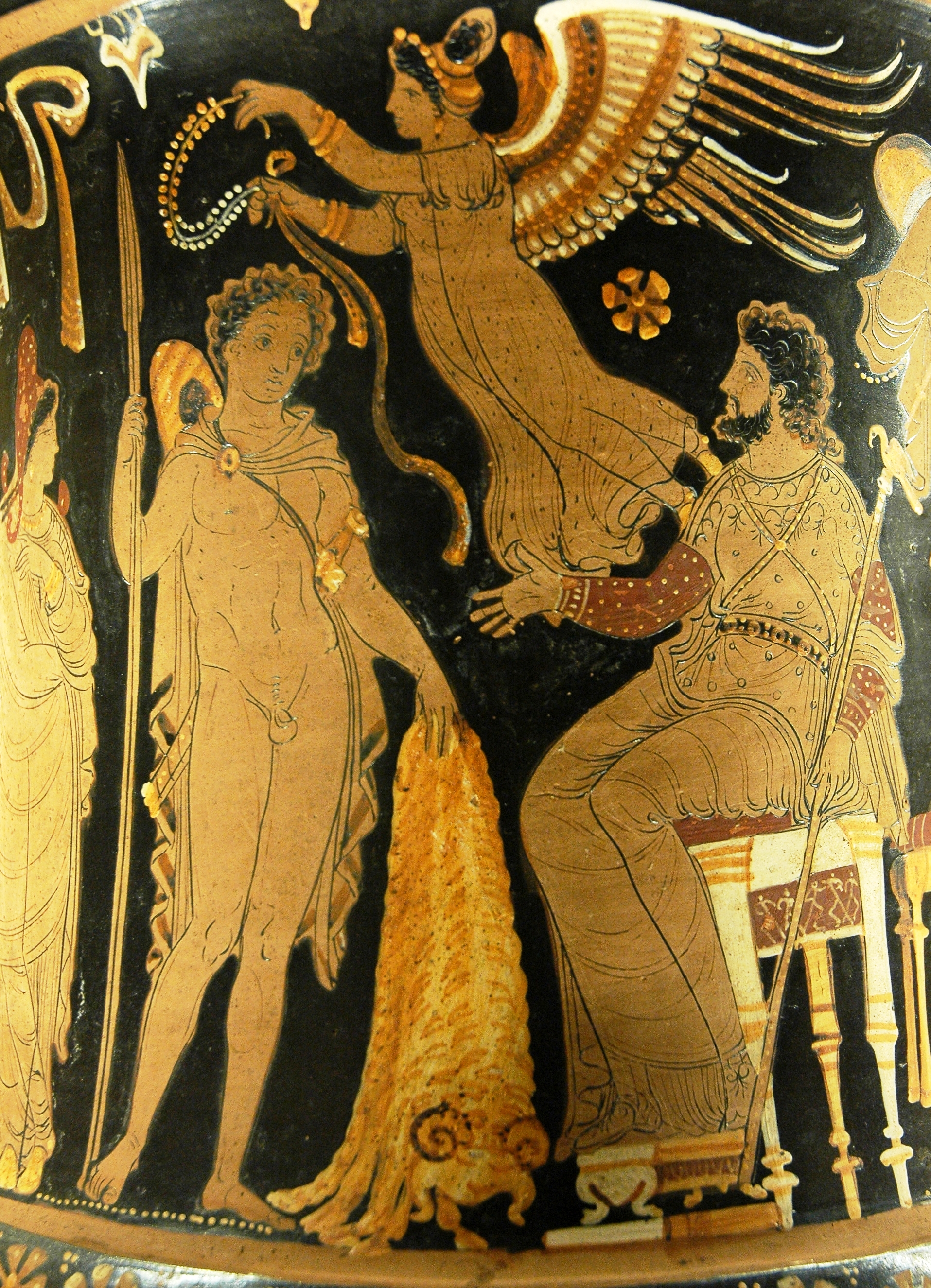
Jasão e Pélias

Jasão (em grego:  Ἰάσων, transl.: Iásōn), na mitologia grega, foi um herói  de Tessália, filho de Esão.
Seu pai, Esão, era filho de Creteu e Tiro. E sua mãe, era Polimede, filha de Autólico. Jasão foi criado pelo centauro Quíron.
O trono de Iolco passou de seu avô Creteu para seu tio Pélias, que era filho de Tiro e Posídon. Temendo a profecia de que seria morto por Jasão, o rei Pélias envia o herói, como condição para lhe restituir o trono, para uma missão impossível: trazer o Velocino de Ouro da distante Cólquida. Em Argos, Jasão constrói a nau Argo e reúne uma tripulação de heróis, conhecida como os argonautas, para acompanhá-lo.
Após várias aventuras, inclusive a primeira passagem pelas Simplégadas (o Bósforo), os argonautas chegam à Cólquida, pensando estar em alguma parte no fim do mar Negro. O rei Eetes da Cólquida exige que Jasão cumpra várias tarefas para obter o Velocino, inclusive arar um campo com touros que cospem fogo, semear os dentes de um dragão, lutar com o exército que brota dos dentes semeados e, por fim, passar pelo dragão que guarda o próprio Velocino. Com o Velocino nas mãos, Jasão foge com Medeia, filha de Eetes, e enfrenta várias aventuras na volta para casa. Medeia trama a morte do rei Pélias, cumprindo a antiga profecia.
Depois, retirou-se para Corinto, após dez anos de casado, repudiou Medeia para desposar Creusa, ou Glauce, filha de Creonte, rei de Corinto. Medeia, por vingança, matou Creusa e os próprios filhos que tivera de Jasão. Muitos anos depois, Jasão é morto por um pedaço de madeira de Argo. Em outra versão, Téssalo, o filho mais velho de Jasão e Medeia, escapou de ser morto e, mais tarde, sucedeu a Acasto como rei de Iolco.

## Árvore genealógica
Incompleta, baseada em Pseudo-Apolodoro
|  |  | Posídon | Posídon | Posídon | Posídon | Posídon | Posídon |  |  |  |  |  |  |       |       |       |       | Tiro  | Tiro  | Tiro | Tiro | Tiro  | Tiro |      |      |      |      |  |  |          |          |          |          |          |          |  |  | Creteu | Creteu | Creteu | Creteu | Creteu | Creteu |  |  |  |  |  |  |  |  |  |  |  |  |  |  |  |  |  |  |
|  |  | Posídon | Posídon | Posídon | Posídon | Posídon | Posídon |  |  |  |  |  |  |       |       |       |       | Tiro  | Tiro  | Tiro | Tiro | Tiro  | Tiro |      |      |      |      |  |  |          |          |          |          |          |          |  |  | Creteu | Creteu | Creteu | Creteu | Creteu | Creteu |  |  |  |  |  |  |  |  |  |  |  |  |  |  |  |  |  |  |
|  |  |         |         |         |         |         |         |  |  |  |  |  |  |       |       |       |       |       |       |      |      |       |      |      |      |      |      |  |  |          |          |          |          |          |          |  |  |        |        |        |        |        |        |  |  |  |  |  |  |  |  |  |  |  |  |  |  |  |  |  |  |
|  |  |         |         |         |         |         |         |  |  |  |  |  |  |       |       |       |       |       |       |      |      |       |      |      |      |      |      |  |  |          |          |          |          |          |          |  |  |        |        |        |        |        |        |  |  |  |  |  |  |  |  |  |  |  |  |  |  |  |  |  |  |
|  |  |         |         |         |         |         |         |  |  |  |  |  |  |       |       |       |       |       |       |      |      |       |      |      |      |      |      |  |  |          |          |          |          |          |          |  |  |        |        |        |        |        |        |  |  |  |  |  |  |  |  |  |  |  |  |  |  |  |  |  |  |
|  |  | Pélias  | Pélias  | Pélias  | Pélias  | Pélias  | Pélias  |  |  |  |  |  |  | Neleu | Neleu | Neleu | Neleu | Neleu | Neleu |      |      | Esão  | Esão | Esão | Esão | Esão | Esão |  |  | Amythaon | Amythaon | Amythaon | Amythaon | Amythaon | Amythaon |  |  | Feres  | Feres  | Feres  | Feres  | Feres  | Feres  |  |  |  |  |  |  |  |  |  |  |  |  |  |  |  |  |  |  |
|  |  | Pélias  | Pélias  | Pélias  | Pélias  | Pélias  | Pélias  |  |  |  |  |  |  | Neleu | Neleu | Neleu | Neleu | Neleu | Neleu |      |      | Esão  | Esão | Esão | Esão | Esão | Esão |  |  | Amythaon | Amythaon | Amythaon | Amythaon | Amythaon | Amythaon |  |  | Feres  | Feres  | Feres  | Feres  | Feres  | Feres  |  |  |  |  |  |  |  |  |  |  |  |  |  |  |  |  |  |  |
|  |  |         |         |         |         |         |         |  |  |  |  |  |  |       |       |       |       |       |       |      |      | Jasão |      |      |      |      |      |  |  |          |          |          |          |          |          |  |  |        |        |        |        |        |        |  |  |  |  |  |  |  |  |  |  |  |  |  |  |  |  |  |  |